# Limpador de registro
Um limpador de registro é um tipo de utilitário projetado para sistemas operacionais da família Microsoft Windows, cujo propósito é remover itens redundantes ou desnecessários do registro do Windows. No entanto, a necessidade e utilidade de limpadores de registro é um tópico sujeito a controvérsias, disputado por peritos sobre seus benefícios. O debate é ainda mais coberto pelo fato de que softwares maliciosos e scareware são tipicamente associados a esse tipo de utilitário.

## Propósito
Limpadores de registro são utilitários que tentam remover dados de configurações do registro do Windows que não são mais usados ou que sejam considerados indesejados ao sistema. Tais dados podem incluir informações deixadas por softwares que não foram completamente desinstalados do computador, informações que não são mais utilizadas, ou configurações necessárias para a operação de softwares maliciosos. Um limpador de registro varre o registro e tenta coletar valores desnecessários para removê-los ou repará-los.

## Vantagens
Verdadeiros limpadores de registro, ou softwares de limpeza de registro, podem melhorar o desempenho do computador, removendo-lhe os registros que contêm informações redundantes.
Devido ao imenso tamanho e complexidade do banco de dados de um registro, uma limpeza manual dos vestígios e de entradas inválidas seria impossível, e portanto, limpadores de registro são, essencialmente, ferramentas que automatizam o processo de procura por entradas inválidas, referências de arquivos perdidos ou ligações quebradas dentro do registro, resolvendo-lhes.
A correção de uma chave de registro inválida pode providenciar alguns benefícios. O perito de arquitetura Windows, Mark Russinovich, concluiu que limpadores de registro continuarão a ter seu papel prático até que a maior parte dos aplicativos tenha migrado à plataforma.NET Framework, que não requer o registro para determinar configurações nos aplicativos.
Alguns limpadores de registro oferecem funcionalidades de backup e restauração que permitem que o usuário reverta mudanças feitas pelo utilitário caso elas tenham sido desastrosas. Um limpador de registro pode ser útil para um usuário que instale e remova programas de seu computador com muita frequência; porém, uma máquina virtual é um meio mais rápido e mais confiável de reverter um sistema operacional a uma última configuração válida em uma situação de teste.

## Desvantagens
- Alguns limpadores de registro não fazem distinção quanto à gravidade dos erros, e a maioria pode, erroneamente, categorizar erros como "críticos" com pequena base que apoie o fato.
- A remoção de certos dados do registro pode fazer com o que o sistema pare de iniciar, ou pode também causar erros e fazer com que certos programas deixem de funcionar corretamente.

### Danos ao registro
Críticos dizem que não há uma forma confiável para que um programa de um terceiro saiba se qualquer chave de registro em particular seja inválida ou redundante. Limpadores de registro mal projetados talvez não saibam com total certeza se uma chave de registro ainda está sendo usada pelo Windows ou quais efeitos a sua remoção pode causar. Isto levou a exemplos de limpadores de registro causando perda da funcionalidade do computador e/ou instabilidade do sistema, além de atualizações de compatibilidade da Microsoft que impedem limpadores de registro problemáticos. O Windows Installer CleanUp Utility é um utilitário da Microsoft que resolve problemas relacionados ao Windows Installer.

### Portadores de softwares maliciosos
Os benefícios dos limpadores de registro foram aproveitados por uma série de cavalos-de-Troia para a instalação de softwares maliciosos, tipicamente através de ataques de engenharia social que fazem uso de pop-ups em sites ou através de downloads gratuitos que falsamente relatam problemas que podem ser retificados comprando um limpador de registro. O limpador de registro WinFixer foi classificado como um dos softwares maliciosos mais proeminentes a circular atualmente.

### Scareware
Limpadores de registro falsos são tipicamente comercializados com propagandas alarmistas que, falsamente, alegam ter pré-analisado seu computador, exibindo alertas para que o usuário tome uma ação para "corrigir" o problema. Logo a razão para que eles sejam, às vezes, chamados de "scareware". Em outubro de 2008, a Microsoft e a Corte de Washington processaram duas companhias de Texas, a Branch Software e a Alpha Red, responsáveis pelo scareware Registry Cleaner XP. O processo alega que as companhias enviavam janelas pop-up que incessantemente exibiam alertas falsos, alegando "mensagem de erro crítico! – registro danificado e corrompido", antes de instruir aos usuários a visitar um site para baixar o Registry Cleaner XP por US$39.95.

### Benefícios marginais de desempenho
Em computadores Windows 9x, ainda era possível que um banco de dados de registro muito grande pudesse diminuir a velocidade de inicialização do computador com o tempo. Isto, no entanto, deixa de ser uma preocupação com os sistemas operacionais baseados em NT (incluindo Windows XP e Vista) graças à diferente estrutura do registro no disco, gerenciamento de memória aperfeiçoado, e indexação. Perda de desempenho por registro é, então, ínfima nas versões modernas do Windows. E ainda, as diferenças na velocidade do computador após uma varredura por um utilitário de limpeza de registro é discutível: é raro que tais utilitários removam mais do que alguns poucos kilobytes do tamanho total do registro. O jornalista de tecnologia Ed Bott alegou que ninguém sequer conseguiu fazer com que o computador alcançasse qualquer melhoria com o uso do limpador de registro. Qualquer usuário potencial de um limpador de registro deve, portanto, equilibrar uma provável e discutível melhoria de desempenho do computador com a possibilidade de tornar o sistema instável. Uma aproximação mais segura e mensurável à melhoria do registro é desfragmentando os arquivos do registro usando uma ferramenta da Microsoft, como o PageDefrag.

### Chaves de registro irremovíveis
Limpadores de registro não podem fazer limpezas em situações com chaves de registro irremovíveis causadas por caracteres nulos incluídos em seus nomes; apenas ferramentas especializadas, como RegDelNull (parte do software Sysinternals) são capazes de fazer isto.

### Capacidades de recuperação
Um limpador de registro não pode reparar um registro que não pode ser montado pelo sistema. Porém, um registro corrompido pode ser recuperado através de uma série de métodos suportados pela Microsoft (como por meio da Recuperação Automática do Sistema, da opção de última configuração válida do menu de boot, da reinicialização do setup, ou do uso da Restauração do Sistema).

### Remoção de softwares maliciosos
Limpadores de registro não são utilitários especializados na remoção de softwares maliciosos, e portanto, não são equipados para lidar com situações complexas nas quais softwares maliciosos como spyware, adware, e vírus possam reinfectar um computador através de múltiplos vetores de infecção, onde a remoção pode resultar em instabilidade do sistema ou na infecção da própria ferramenta.
Um limpador de registro não pode detectar ou remover entradas de registro associadas a um rootkit, que irão ocultar esta informação dos demais processos.

### Virtualização do aplicativo
Um limpador de registro é inútil para limpar entradas de registro associadas a um aplicativo virtualizado, já que todas as entradas de registro nesta situação são escritas a um registro virtual específico ao aplicativo ao invés de a um registro real.